# Jorge Eugenio Dotti
Jorge Eugenio Dotti (Buenos Aires, 14 de febrero de 1947-21 de marzo de 2018) fue un doctor en filosofía e investigador superior del CONICET, ganador de múltiples premios entre ellos el premio Konex Platino y el premio Bernardo Houssay.

## Trayectoria profesional
Jorge Dotti se graduó de licenciado en filosofía en la Universidad de Buenos Aires en 1970 y luego realizó su doctorado en la Università degli Studi di Roma sobre la filosofía del derecho en el pensamiento de Hegel.
A lo largo de su carrera se dedicó a temas de filosofía política y en particular al estudio del Estado. Se desempeñó como docente e investigador en diversas universidades nacionales e internacionales. Fue profesor titular plenario de Filosofía política en la Facultad de Filosofía y Letras de la Universidad de Buenos Aires, investigador del CONICET y profesor emérito de FLACSO. Formó parte del consejo editorial de las revistas Punto de Vista y La Ciudad Futura, y dirigió la revista de filosofía Deus mortalis.

## Publicaciones
- Dialéctica y derecho (1ª edición). Edicial. 1983. ISBN 978-950-506-060-3.
- Las vetas del texto (1ª edición). Punto Sur. 1990. ISBN 978-950-9889-53-8.
- Intentum 1 (1ª edición). Universidad de Buenos Aires. 1996. ISBN 978-950-29-0348-4.
- Carl Schmitt en Argentina (1ª edición). Homo Sapiens Ediciones. 1999. ISBN 978-950-808-256-5.
- Carl Schmitt, su época y su pensamiento (1ª edición). Eudeba. 2002. ISBN 978-950-23-1219-4. (En coautoría con Julio Pinto)
- Las vetas salvajes (1ª edición). Las Cuarenta. 2011. ISBN 978-987-1501-32-8.
- Socialismo & democracia (1ª edición). EUDEM. ISBN 978-987-1921-45-4. (Obra colectiva)
- Homenaje a Kant (1ª edición). Editorial de la Facultad de Filosofía y Letras Universidad de Buenos Aires. 2016. ISBN 978-987-4019-05-9. (Obra colectiva)

## Premios
- Premio "Bernardo Houssay al Investigador Joven" en la disciplina Filosofía, instituido por el CONICET (1987).
- Premio  “Antorchas” en Filosofía, Fundación Antorchas (1997).
- Premio Fundación Konex en Ciencia Política (2006).
- Distinción por "Excelencia Académica", Universidad de Buenos Aires (2007).
- Premio Fundación Konex Platino en Ensayo Filosófico (2014).
- Distinción por "Excelencia Académica", Universidad de Buenos Aires (2015)